# Kōji Kikkawa
Kōji Kikkawa (en japonés: 吉川 晃司 ,Kikkawa Kōji?) es un cantante, músico y actor japonés, que nació en el 18 de agosto de 1965. Su álbum más reciente es "Over the 9" de 2022.

Kōji nació en la prefectura Hiroshima y comenzó su carrera musical, el 1 de febrero de 1984 con el sencillo "Mónica" (モニカ),con el que ganó ocho premios musicales ese mismo año. 
Después de una breve pausa en 1988, regresó como cantante principal de la banda "Complex" con Tomoyasu Hotei (ex guitarrista de Boøwy) y se lanzó "Be My Baby". Complex permaneció como una de las bandas más populares en Japón hasta 1990, cuando anunciaron su disolución.
Después, Kōji lanzó una serie de sencillos exitosos como "Setsunasa O Korosenai", "Kiss Ni Utarete Nemuritai" y "Boy's Life". Más tarde, Kōji completó una "Gira del 20º Aniversario" en el Budokan el 1 de febrero de 2005.

En 2006 grabó "One World", tema para la película Kamen Rider Kabuto: God Speed Love. Recientemente, se había asociado con el popular DJ japonés TWINS, para lanzar el sencillo "Juicy Jungle". Además, DJ TWINS había lanzado un álbum con remezclas de varios de los éxitos anteriores de Kōji.

Con esta nueva experiencia del sonido disco, Kōji se volvió a redefinir. A lo largo de toda su carrera, se podría considerar que Kōji había pasado de ser un ídolo, a un artista que explora los límites de la música. Escribe sus propias canciones, produce y arregla sus propios álbumes y también toca la mayoría de los instrumentos. En ese momento lanzó un álbum de remezclas de sus viejos éxitos, titulado DISCO K2 y en abril de 2007, lanzó un nuevo sencillo llamado "BABY JANE".

Por aquel entonces, Kōji, ya había trabajado como actor en varias producciones cinematográficas, sobre todo con el director Takashi Miike con el que forjo una gran amistad. Con él, rodó un par de películas en el año 2000 y colaboro en la banda sonora de una de ellas.También le dirigió 3 videoclips en 2002 y trabajaron juntos en el tema principal para la película The Negotiator, dirigida por Mike para televisión en 2003. Además de colaborar por primera vez en la grabación de un concierto, el 1 de febrero de 2005, en el Nippon Budokan, titulado: LIVE GOLDEN YEARS Thanks0201 at BUDOKAN.

En 2009 interpretó al personaje Sokichi Narumi / Kamen Rider Skull y canto el tema "Nobody's Perfect", para la franquicia Kamen Rider W.

En 2011, Kōji y Tomoyasu Hotei se volvieron a reunir como Complex, para dos conciertos en el Tokyo Dome en beneficio de las víctimas del terremoto y del tsunami de Tohoku. El dúo llevaba sin actuar como Complex casi 21 años.

## Biografía

### Primeros años
Hasta que cayó la bomba atómica, su familia regentaba una posada de estilo japonés en el límite del distrito de Nakajima, que en aquella época era una de las zonas más concurridas de la región de Chugoku, situada al otro lado del río Motoyasu, justo enfrente del Centro de Promoción Industrial de la Prefectura de Hiroshima, ahora conocido como la Cúpula de la Bomba Atómica.

La abuela de Yoshikawa dirigía el negocio, pero cuando la situación de guerra empeoró, traspaso la posada y se marcharon un mes antes de que cayera la bomba atómica, escapando del desastre. Sin embargo, su padre se mudó a la ciudad inmediatamente después del lanzamiento de la bomba, exponiéndose a la radiación. El propio Yoshikawa fue reconocido como un sobreviviente de la bomba atómica de segunda generación.

Cuando era niño, era un gran admirador de Sonny Chiba y Yasuaki Kurata.Su padre sólo escuchaba a los Beatles, y le obligaba a sentarse frente al estéreo y escucharlos.
Posteriormente empezó a interesarse por la música y se compró una guitarra eléctrica con el dinero que ganaba trabajando en una fábrica de congelación de ostras, y repartiendo periódicos durante las vacaciones de primavera, antes de ingresar en la escuela secundaria. En octubre del segundo año de secundaria, comenzó a tocar en una banda de rock, comúnmente conocida como "Hamachi Band". La banda estaba formada por 7 miembros (5 chicos y 2 chicas), y él estaba a cargo de la guitarra y la voz. Aunque sólo poseían cuatro canciones originales, realizaron conciertos principalmente en su ciudad natal y participaron en varios concursos con bastante éxito.

Años después cancelo sus planes de ir a la universidad y decidió centrarse únicamente en la música. Pero viviendo en una zona rural, era muy difícil triunfar. Desesperado, escribió una carta a Watanabe Productions y después de varias audiciones, firmó oficialmente un contrato con la productora.
Más tarde hizo su debut en la industria del entretenimiento con el exitoso sencillo "Mónica" y protagonizando la película "Sukanpin Walk". 

## Discografía

### Álbumes de estudio
| N.º  | Fecha de lanzamiento    | Título del álbum                                      | Discográfica                                | Formato                                               | Ref    |
| ---- | ----------------------- | ----------------------------------------------------- | ------------------------------------------- | ----------------------------------------------------- | ------ |
| 1.º  | 1 de marzo de 1984      | パラシュートが落ちた夏 (Summer when a parachute fell) | SMS Records                                 | LP Casete                                             | [ 6 ]  |
| 2.º  | 5 de octubre de 1984    | LA VIE EN ROSE                                        | SMS Records                                 | LP Casete                                             | [ 7 ]  |
| 3.º  | 30 de marzo de 1985     | INNOCENT SKY                                          | SMS Records                                 | LP Casete                                             | [ 8 ]  |
| 4.º  | 21 de febrero de 1986   | MODERN TIME                                           | SMS Records                                 | LP Casete CD                                          | [ 9 ]  |
| 5.º  | 5 de marzo de 1987      | A-LA-BA・LA-M-BA                                      | SMS Records                                 | LP Casete CD                                          | [ 10 ] |
| 6.º  | 21 de noviembre de 1987 | GLAMOROUS JUMP                                        | SMS Records                                 | LP Casete CD                                          | [ 11 ] |
| 7.º  | 17 de mayo de 1991      | LUNATIC LION                                          | Toshiba EMI. EASTWORLD.                     | Casete CD                                             | [ 12 ] |
| 8.º  | 9 de septiembre de 1992 | Shyness Overdrive                                     | Toshiba EMI. EASTWORLD.                     | CD                                                    | [ 13 ] |
| 9.º  | 31 de enero de 1994     | Cloudy Heart                                          | Toshiba EMI. EASTWORLD.                     | CD                                                    | [ 14 ] |
| 10.º | 21 de junio de 1995     | FOREVER ROAD                                          | Toshiba EMI. EASTWORLD.                     | CD                                                    | [ 15 ] |
| 11.º | 16 de octubre de 1996   | BEAT∞SPEED                                            | Toshiba EMI. EASTWORLD.                     | CD                                                    | [ 16 ] |
| 12.º | 27 de mayo de 1998      | HEROIC Rendezvous                                     | Polydor Records                             | CD                                                    | [ 17 ] |
| 13.º | 25 de agosto de 1999    | HOT ROD                                               | Polydor Records                             | CD                                                    | [ 18 ] |
| 14.º | 7 de agosto de 2002     | PANDORA                                               | Tokuma Japan Communications. JAPAN RECORDS. | CD+DVD (primera edición limitada) CD (edición normal) | [ 19 ] |
| 15.º | 21 de agosto de 2003    | Jellyfish & Chips                                     | Tokuma Japan Communications. JAPAN RECORDS. | CD+DVD (primera edición limitada) CD (edición normal) | [ 20 ] |
| 16.º | 11 de abril de 2007     | TARZAN                                                | Tokuma Japan Communications. JAPAN RECORDS. | CD+DVD (primera edición limitada) CD (edición normal) | [ 21 ] |
| 17.º | 22 de julio de 2009     | Double-edged sword                                    | Far Eastern Tribe Records                   | CD+DVD (primera edición limitada) CD (edición normal) | [ 22 ] |
| 18.º | 17 de abril de 2013     | SAMURAI ROCK                                          | Warner Music Japan. SAMURAI ROCK.           | CD+DVD (primera edición limitada) CD (edición normal) | [ 23 ] |
| 19.º | 18 de mayo de 2016      | WILD LIPS                                             | Warner Music Japan. SAMURAI ROCK.           | CD+DVD (primera edición limitada) CD (edición normal) | [ 24 ] |
| 20.º | 2 de noviembre de 2022  | OVER THE 9                                            | Warner Music Japan. SAMURAI ROCK.           | 2CD (primera edición limitada) CD (edición regular)   | [ 25 ] |
| 20.º | 25 de enero de 2023     | OVER THE 9                                            | Warner Music Japan. SAMURAI ROCK.           | LP (edición limitada)                                 | [ 26 ] |

### Miniálbum
| N.º | Fecha de lanzamiento    | Título del álbum  | Discográfica                               | Formato  | Ref    |
| --- | ----------------------- | ----------------- | ------------------------------------------ | -------- | ------ |
| 1.º | 10 de diciembre de 1997 | I WRITE THE SONGS | Polydor Records                            | CD+DVD   | [ 27 ] |
| 2.º | 21 de diciembre de 2002 | The Gundogs       | Tokuma Japan Communications. JAPAN RECORDS | CD EXTRA | [ 28 ] |
| 3.º | 21 de diciembre de 2003 | KATANA FISH       | Tokuma Japan Communications. JAPAN RECORDS | CD+DVD   | [ 29 ] |

## Videos musicales (selectos)
| Año  | Título                                                   | Director         | Comentarios | Ref    |
| ---- | -------------------------------------------------------- | ---------------- | --- | ------ |
| 2002 | Pandōra パンドーラ                                       | Takashi Miike    | También conocido como Go! Go! Fushimi Jet S#96, fue incluido en la edición limitada de CD+DVD del álbum con el mismo nombre, lanzado el 7 de agosto de 2002, y fue protagonizado por Kōji Kikkawa, Seizō Fukumoto y Chikara Motoyama. El DVD también contenía un Making of y otros extras.                                | [ 30 ] |
| 2002 | LOVE JELLYFISH Koi No Jellyfish (恋のジェリーフィッシュ) | Takashi Miike    | Fue incluido en la edición limitada de CD+DVD del álbum Jellyfish & Chips, lanzado el 21 de agosto de 2003. El DVD contenía una versión más larga del videoclip, una versión "Movie" y un Making of. | [ 31 ] |
| 2002 | KATANA FISH                                              | Soichiro Komatsu | Fue incluido en la edición del miniálbum con el mismo nombre, que además del videoclip contenía varios extras. | [ 29 ] |
| 2002 | The Gundogs                                              | Takashi Miike    | Fue lazado el 2 de abril de 2003, en un DVD llamado The Gundogs Perfect DVD Plus!. Protagonizado por Kōji Kikkawa, Yoshiyuki Yamaguchi, Eriku Yoza y Chikara Motoyama. Contiene hasta cuatro versiones distintas del videoclip y un making of, entre otros extras, además de una versión extendida del videoclip Pandōra. | [ 32 ] |
| 2006 | Savanna No Yoru (サバンナの夜)                           | Kensuke Kawamura | Fue un sencillo lanzado en 2006 en una edición limitada de CD+DVD, que contenía el videoclip y un making of, que estaba protagonizado por Kōji Kikkawa, Akiko Takase y TAMAYO. Más tarde el sencillo formó parte del álbum TARZAN en 2007.                                                                                | [ 33 ] |
| 2007 | Baby Jane (ベイビージェーン)                             | Kensuke Kawamura | Lanzados el 11 de abril de 2007, en una edición limitada de CD+DVD del álbum TARZAN. | [ 34 ] |
| 2007 | Jasmine (ジャスミン)                                     | Kensuke Kawamura | Lanzados el 11 de abril de 2007, en una edición limitada de CD+DVD del álbum TARZAN. | [ 34 ] |
| 2009 | Kizudarake No Diamond (傷だらけのダイヤモンド)           | Soichiro Komatsu | Videoclip incluido en el sencillo del mismo nombre, lanzado el 20 de mayo de 2009, en una edición limitada de CD+DVD. | [ 35 ] |
| 2011 | Ano Natsu Wo Wasurenai (あの夏を忘れない)                | Soichiro Komatsu | Videoclip protagonizado por Kōji Kikkawa y Kanon Nanaki, que fue incluido en el recopilatorio KEEP ON SINGIN’!!!!!, en la edición limitada de 2CD+DVD, lanzado el 21 de septiembre de 2011 y que también contenía un makig of, entre otros extras.                                                                        | [ 36 ] |
| 2013 | SAMURAI ROCK                                             | Keishi Ōtomo     | Videoclip protagonizado por Kōji Kikkawa, Yūsuke Hirayama y Motoki Fukami, que fue incluido en el sencillo del mismo nombre, lanzado el 13 de febrero de 2013, en una edición limitada de CD+DVD. | [ 37 ] |
| 2014 | Setsunasa Wo Korosenai 2014 (せつなさを殺せない 2014)    | Soichiro Komatsu | Videoclip incluido en el recopilatorio KIKKAWA KOJI 30th Anniversary Live "SINGLES+" & Birthday Night "B-SIDE+" 【3DAYS武道館, editado solo en DVD y Blu-ray, el 25 de junio de 2014. | [ 38 ] |
| 2016 | Wild Lips                                                |                  | Incluido en el álbum del mismo nombre Wild Lips, que fue lanzado el 18 de mayo de 2016, en la edición limitada de CD+DVD y que además incluía un making of. | [ 39 ] |
| 2020 | Lucky man                                                | Shuichi Tan      | Videoclip lanzado directamente a YouTube | [ 40 ] |

## Trabajos de vídeo (selectos)
| Año                 | Título                                  | Director      | Discográfica                              | Formato                                                      | Comentarios | Ref    |
| ------------------- | --------------------------------------- | ------------- | ----------------------------------------- | ------------------------------------------------------------ | --- | ------ |
| 2 de abril de 2003  | The Gundogs Perfect DVD Plus!           | Takashi Miike | Tokuma Japan Communications JAPAN RECORDS | DVD                                                          | DVD lanzado el 2 de abril de 2003. Contenía el que era su nuevo videoclip, llamado: The Gundogs. Protagonizado por Yoshiyuki Yamaguchi, Eriku Yoza, Chikara Motoyama y él mismo. Tuvo una duración aproximada de 40 min. y contaba con hasta cuatro versiones distintas del videoclip, un making of y varios extras más. Además de una versión extendida del videoclip Pandōra. Contenido del DVD: Fushimi Jet 1. PANDORA～Perfect Long Version～ 2. The Gundogs～Perfect Long Version～ Perfect 1. The Gundogs～15"" CM～ 2. The Gundogs～Movie Version～ 3. The Gundogs～30"" CM～ 4. The Gundogs～Making～ 5. What's Next Plus! 1. KOJI KIKKAWA in OKITE 2. ADDZEST AutoPC CADIAS 30"" CM. El DVD se comercializó como una colaboración entre Kōji Kikkawa y Takashi Miike. | [ 32 ] |
| 27 de julio de 2005 | LIVE GOLDEN YEARS Thanks0201 at BUDOKAN | Takashi Miike | Tokuma Japan Communications JAPAN RECORDS | 2DVD+CD-ROM (primera edición limitada) 2DVD (edición normal) | Kōji Kikkawa y Takashi Miike, vuelven a colaborar juntos, pero en algo nuevo, esta vez es en la realización y grabación de un concierto en directo en el Nippon Budokan, ante 10,000 personas, el 1 de febrero de 2005. Con esta actuación Kôji Kikkawa cerraba la gira de su 20 aniversario. El directo fue puesto a la venta en dos formatos diferentes el 27 de julio de 2005,y tuvo una duración de 98 min. | [ 44 ] |

## Filmografía como actor

### Películas
| Año  | Película                                                          | Papel                              | Director           | Ref    |
| ---- | ----------------------------------------------------------------- | ---------------------------------- | ------------------ | ------ |
| 1984 | Sukanpin Walk                                                     | Yuji Tamikawa                      | Kazuki Omori       | [ 45 ] |
| 1985 | You Gotta Chance                                                  | Yuji Tamikawa                      | Kazuki Omori       | [ 46 ] |
| 1986 | Take It Easy                                                      | Yuji Tamikawa                      | Kazuki Omori       | [ 47 ] |
| 1987 | Sicilian Connection (Shatterer)                                   | Koichi Honda                       | Tonino Valerii     | [ 48 ] |
| 2000 | The City of Lost Souls                                            | Fushimi                            | Takashi Miike      | [ 49 ] |
| 2000 | The Guys from Paradise                                            | Kōhei Hayasaka                     | Takashi Miike      | [ 50 ] |
| 2003 | Okite yakuza                                                      | Kazuyuki Kawamata                  | Hiroki Matsukata   | [ 51 ] |
| 2004 | Lady Joker                                                        | Shuhei Handa                       | Hideyuki Hirayama  | [ 52 ] |
| 2005 | Until the Lights Come Back (Daiteiden no yoru ni)                 | Gingi                              | Takashi Minamoto   | [ 53 ] |
| 2007 | Three for the Road                                                | Seijuro                            | Hideyuki Hirayama  | [ 54 ] |
| 2008 | The Glorious Team Batista                                         | Kyoichi Kiryu                      | Yoshihiro Nakamura | [ 55 ] |
| 2009 | Kamen Rider × Kamen Rider W & Decade: Movie War 2010              | Sokichi Narumi                     | Ryuta Tasaki       | [ 56 ] |
| 2010 | Kamen Rider × Kamen Rider OOO & W Featuring Skull: Movie War Core | Sokichi Narumi                     | Ryuta Tasaki       | [ 57 ] |
| 2010 | Wararaifu!!                                                       | Hajime Furukawa El papá de Shûichi | Yûichi Kimura      | [ 58 ] |
| 2010 | Sword of Desperation                                              | Hayatonosho Obiya                  | Hideyuki Hirayama  | [ 59 ] |
| 2012 | Kenshin, el guerrero samurái                                      | Udō Jin-e                          | Keishi Ōtomo       | [ 60 ] |
| 2015 | Blowing in the Winds of Vietnam (Betonamu no kaze ni fukarete)    | Él mismo                           | Kazuki Omori       | [ 61 ] |
| 2016 | Saraba Abunai Deka                                                | Kyoichi Garcia                     | Toru Murakawa      | [ 62 ] |
| 2016 | Himitsu: The Top Secret (The Top Secret: Murder in Mind)          | Kiyotaka Kainuma                   | Keishi Ōtomo       | [ 63 ] |
| 2019 | A Town and a Tall Chimney (Aru machi no takai entotsu)            | Yoshinosuke Kihara                 | Katsuya Matsumura  | [ 64 ] |
| 2023 | Kingdom III: La llama del destino Kingdom 3: The Flame of Destiny | Pang Nuan                          | Shinsuke Sato      | [ 65 ] |
| 2024 | Doraemon: Nobita's Earth Symphony                                 | Maestro Vento (voice)              | Kazuaki Imai       | [ 66 ] |
| 2024 | Kingdom 4: The Return of the Great General                        | Pang Nuan                          | Shinsuke Sato      | [ 67 ] |
| 2025 | Trillion Game: The Movie                                          | Kazuki Kedōin                      | Yoshiaki Murao     | [ 68 ] |

### Televisión
| Año     | Película                                                                   | Papel            | Director                                                                   | Ref    |
| ------- | -------------------------------------------------------------------------- | ---------------- | -------------------------------------------------------------------------- | ------ |
| 2009    | Tenchijin (Heart of a Samurai) Serie de TV                                 | Nobunaga Oda     | Osaki Hirokazu, Keiji Kataoka, Yûsuke Noda y Yôichirô Takahashi            | [ 69 ] |
| 2010    | Kamen Rider W                                                              | Sokichi Narumi   | Múltiples directores                                                       | [ 70 ] |
| 2010    | Sunao ni Narenakute                                                        | Ryōsuke Nakajima | Mizuki Nishizaka, Tomonobu Moriwaki y Michio Mitsuno                       | [ 71 ] |
| 2013    | Yae no sakura                                                              | Saigō Takamori   | Múltiples directores                                                       | [ 72 ] |
| 2013    | Gifu Dodo!! Kanetsugu and Keiji                                            | Narrator         | Bob Shirohata                                                              | [ 73 ] |
| 2015–18 | Downtown Rocket                                                            | Michio Zaizen    | Katsuo Fukuzawa, Kenta Tanaka y Takayoshi Tanazawa                         | [ 74 ] |
| 2016-18 | Guardian of the Spirit Seirei no moribito                                  | Jiguro           | Múltiples directores                                                       | [ 75 ] |
| 2018    | Black Lecture Hall's Rokubee                                               | Rokubee Montoya  | Toshio Lee                                                                 | [ 76 ] |
| 2019    | Magi: La embajada de los jóvenes Tensho (MAGI Tensho Keno Shonen Shisetsu) | Oda Nobunaga     | Hiromi Kusaka, Yui Miyatake y Shunichi Nagasaki                            | [ 77 ] |
| 2020    | Detective Yuri Rintaro                                                     | Yuri Rintaro     | Yasuhiko Kimura                                                            | [ 78 ] |
| 2022    | DCU: Deep Crime Unit                                                       | Atsushi Nariai   | Kenta Tanaka, Takahiro Aoyama y Yohei Miyazaki                             | [ 79 ] |
| 2022-23 | Maiagare!                                                                  | Mamoru Ōkōchi    | Tadashi Tanaka, Yusuke Noda, Takayoshi Kotani, Kensuke Matsuki y Yohei Ono | [ 80 ] |
| 2023    | El juego del billón (Trillion Game)                                        | Kazuki Kedōin    | Yoshiaki Murao, Kentaro Takemura y Kenta Tanaka                            | [ 81 ] |
| 2024    | ACMA:GAME                                                                  | Seiji Oda        | Tōya Satō, Shunsuke Kariyama y Kento Matsuda                               | [ 82 ] |